# Фишман, Виктор Петрович
Фишман Виктор Петрович (3. Августа 1934, Днепропетровск) — инженер-геофизик, писатель и журналист.

## Биография
Фишман Виктор Петрович родился в ассимилированной еврейской семье, отец Фишман Петр Маркович был заместителем главного механика Днепропетровского завода имени Артёма, мать Софья (в девичестве-Вайсбанд) — экономист на этом же заводе, а также сестра-близнец Нелла. Отец умер от брюшного тифа в 1936 году. Во время Великой Отечественной войны вся семья (вместе с родителями мужа) выехала на Урал, в поселок Очёр, Молотовской области. Сразу же после освобождения Днепропетровска от немецко-фашистских захватчиков семья вернулась в Днепропетровск в 1943 году. Виктор Фишман окончил в Днепропетровске среднюю мужскую школу № 33, в 1952 году поступил в Днепропетровский горный институт имени Артёма на геолого-разведочный факультет.
Окончил институт с отличием в 1957 году и получил диплом инженера-геофизика по разведке месторождений полезных ископаемых. С 1957 по 1961 год работал в Донбассе на научно-сейсмоакустической станции Института Горного дела АН ССС, на шахте "Юный коммунар, опасной по взрыву газа и пыли. Дважды пытался поступить в Литературный институт имени А.М.Горького, но не прошел по творческому конкурсу. На шахте «Юнком» вступил в члены КПСС. Много позднее, в связи с дискриминацией по национальному признаку, вышел из партии. В студенческие годы, а также значительно позднее с геофизическими партиями проводил исследования на Урале, Кавказе, Чукотке.
С 1961 по 1990 работал в институте «Укргипромез» и занимался изучением блуждающих токов и защитой подземных сооружений от коррозии, кандидат технических наук (1974). С 1990 по 1996 год был директором проектного центра при НПО «Созидатель» в Днепропетровске. Автор около 30 патентов и авторских свидетельств,
Первые публикации появились в научно-популярных журналах «Наука и жизнь» и «Химия и жизнь» в 1978 году. В том же году он опубликовал свой первый научно-художественный рассказ. Фишман написал несколько книг, включая научно-художественные произведения, такие как «Почему ржа железо точит» (1981), «Приборы смотрят сквозь землю» в соавторстве с А. А. Урсовым, (1987), «Невидимые дороги к сокровищам» (1987), «Пароль серебряных струй» (1992). Он также опубликовал несколько рассказов на основе архивных материалов в журнале «Грани» (Париж — Москва).
С 1996 года Фишман живёт в Германии, в Мюнхене, и печатается в русскоязычной прессе Америки, Израиля, Германии. В 2001 году в издательстве «Интеграл» в Днепропетровске вышел роман «Формула жизни», который стал первым художественным произведением автора и одновременно первой художественной биографией знаменитой женщины-математика Эмми Нётер. В 2004 году издательство «Калининградская правда» выпустило сборник рассказов «Последняя ссылка».
В 2018 году в Днепре, Украина, был выпущен первый том автобиографической трилогии «Время и мне собирать камни». Книга описывает жизнь молодого инженера-геофизика в Советском Союзе и рассказывает о том, как он пережил гонения со стороны партийных властей. Второй том трилогии, в который автор поместил наиболее значительные с его точки зрения свои журналисткие работы, вышел в 2019 году.
Виктор Петрович активно занимается популяризацией культуры своей родины и помогает развитию литературного движения в Германии и за рубежом. После начала войны России с Украиной Виктор Фишман организовал в Мюнхен литературный клуб украинских женщин с целью поднять моральный дух беженцев и сохранить для истории их воспоминания о войне. По его инициативе и с его участием выпущены два сборника произведений авторов этого клуба.

## Книги
1. Защита от коррозии подземных сооружений промышленных предприятий, 240 стр. (6 С4. 013) Издательство «Технiка», Киев, 1979 (соавторы Дубровский Б. Г., Заблудовский В,Я. Найденов Ю. Я.),
2. Почему ржа железо точит? 143 стр. Издательство «Промiнь», Днепропетровск, 1981 (6 П4.52, 34.66)
3. Защита от коррозии конструкций и оборудования металлургических цехов, 216 стр. (34.3-5-08, З-40) Издательство «Технiка», Киев, 1983 (соавторы Фрисман И. А. Сержантов В. А..),
4. Приборы смотрят сквозь землю (ББК 534+551.42) Издательство «Недра». Москва, 1987 (соавтор А. А. Урсов).
5. Невидимые дороги к сокровищам (26.325 П 30) Издательство «Веселка» Киев 1988
6. Пароль серебряных струй (ББК 26.33 УДК 550.83: 556.3), Издательство «Недра», Москва, 1992
7. Формула жизни, научно-художественный роман (УДК925:51, ББК 22.1 (2) 8); Издательство «Интеграл», Днепропетровск, 2002 год.
8. Последняя ссылка, сборник рассказов, (УДК 882, ББК 84 (2) 6-445я44), Издательский дом «Калининградская Правда», Калининград 2004
9. Russische Spuren in Bayern, Portraits, Geschichten, Erinnerungen (Русские следы в Баварии; сборник статей: портреты, истории, воспоминания) IBSN-3-9805300-2-7, 1997
10. Знаменитые немцы России, книга вторая; сборник статей, Издательство Waldemar Weber Verlag, 2017, ISBN 978-3-939951-39-1 (стр.46-49, 98-101)
11. Знаменитые немцы России, книга третья; сборник статей, Издательство Waldemar Weber Verlag, 2020, ISBN 978-3-939951-61-2 (соавторы Н.Адамов, Ю.Архипов, И. Гладкова и другие.)

## Авторские свидетельства
1. Устройство для катодной защиты подземных трубопроводом, № 267295, Зарегистрировано в Государственном реестре изобретений Союза ССР 13 января 1970 года
2. Подземное железобетонное сооружение с устройством для защиты арматуры от блуждающих токов, № 334888, Зарегистрировано в Государственном реестре изобретений Союза ССР 10 января 1972 года
3. Устройство для автоматической компенсации блуждающих токов знакопеременных направлений, № 368351, Зарегистрировано в Государственном реестре изобретений Союза ССР 14 ноября 1972 года
4. Способ бесконтактного определения электрических параметров подземного металлического сооружения, № 376005, Зарегистрировано в Государственном реестре изобретений Союза ССР 8 января 1973 года
5. Устройство для катодной защиты от коррозии металлической оболочки бронированного кабеля. № 552821, Зарегистрировано в Государственном реестре изобретений Союза ССР 7 декабря 1976 года
6. Устройство для определения электрических параметров арматуры железобетонных конструкций с защитным покрытием, № 745266, Зарегистрировано в Государственном реестре изобретений Союза ССР 14 марта 1980 года
7. Воздухонагреватель доменной печи, № 747893, Зарегистрировано в Государственном реестре изобретений Союза ССР 21 марта 1980 года
8. Устройство для обработки изделий в жидкостях, № 825672, Зарегистрировано в Государственном реестре изобретений Союза ССР 4 января 1981 года
9. Воздухонагреватель доменной печи, № 635140, Зарегистрировано в Государственном реестре изобретений Союза ССР 7 августа 1978 года
10. Установка для катодной защиты трубопроводов, № 756887, Зарегистрировано в Государственном реестре изобретений Союза ССР 21 апреля 1980 года
11. Устройство для защиты от коррозии блуждающим током разветвленной сети подземных коммуникаций, № 671429 , Зарегистрировано в Государственном реестре изобретений Союза ССР 7 марта 1979 года
12. Травильная Ванна, № 727717, Зарегистрировано в Государственном реестре изобретений Союза ССР 21 декабря 1979 года
13. Фильтр для среднеагрессивных сред, № 897256, Зарегистрировано в Государственном реестре изобретений Союза ССР 14 сентября 1981 года
14. Установка для катодной защиты трубопровода, № 1021198, Зарегистрировано в Государственном реестре изобретений Союза ССР 1 февраля 1983 года
15. Способ анодной защиты от коррозии травильных ванн, № 969785, Зарегистрировано в Государственном реестре изобретений Союза ССР 14июля 1982 года
16. Галерея для транспортировки агрессивных растворов, № 975982, Зарегистрировано в Государственном реестре изобретений Союза ССР 21 июля 1982 года
17. Анодный узел для катодной защиты от коррозии резервуара, № 1124046, Зарегистрировано в Государственном реестре изобретений Союза ССР 15 июля 1984 года
18. Устройство для обработки изделий в жидкостях, № 1062310, Зарегистрировано в Государственном реестре изобретений Союза ССР 22 августа 1983 года
19. Устройство для обработки изделий в жидкостях, № 1172310, Зарегистрировано в Государственном реестре изобретений Союза ССР 8 апреля 1985 года
20. Ванна для обработки изделий в жидкостях, № 1153579, Зарегистрировано в Государственном реестре изобретений Союза ССР 3 января 1985 года
21. Ванна для обработки изделий в жидкостях, № 1240078, Зарегистрировано в Государственном реестре изобретений Союза ССР 22 февраля 1986 года
22. Ванна для обработки изделий в жидкостях, № 1201350, Зарегистрировано в Государственном реестре изобретений Союза ССР 1 сентября 1985 года
23. Устройство для обработки изделий в жидкостях, № 1261321, Зарегистрировано в Государственном реестре изобретений Союза ССР 1 июня 1986 года
24. Малогабаритная ячейка комплектно-распределительного устройства, № 1494081, Зарегистрировано в Государственном реестре изобретений Союза ССР 1 июня 1987 года
25. Автоматическая линия для нанесения гальванических покрытий на полые цилиндрические изделия, № 1492781, Зарегистрировано в Государственном реестре изобретений Союза ССР 8 марта 1989 года
26. Агрегат для нанесения гальванических покрытий на металлические изделия, № 1539242, Зарегистрировано в Государственном реестре изобретений Союза ССР 1 октября 1989 года
27. Способ получения внутреннего антикоррозионного покрытия на стальных трубах, № 1669114,, Зарегистрировано в Государственном реестре изобретений Союза ССР 8 апреля 1991 года
28. Раствор для обезжиривания металлических изделий (получено положительное решение ВНИИ Государственного института патентной экспертизы от 11 марта 1988 года).

В. П. Фишманом опубликовано 18 наименований статей в технических журналах СССР.
В патентном ведомстве Германии получены два патента на устройства для поиска очков (для пожилых людей):
1. Gebrauchsmuster Nr. 20 2021 000 476 Bezeichnung Brille IPC: G02C 11/00 Fishman Viktor, 81673 München, DE, Galinker Eduard, 81245 München, DE
2. Gebrauchsmuster Nr. 20 2021 000 478 Bezeichnung Brille IPC: G02C 11/00 Fishman Viktor, 81673 München, DE, Galinker Eduard, 81245 München, DE

## Научно-популярные и литературоведческих статьи
За период с 1996 года по 2023 год им опубликовано и не менее 2 500 научно-популярных и литературоведческих статей в журналах и газетах.

### Журналы
- «Грани» (Москва)
- «Плавучий мост» (Аугсбург)
- «Родная речь» (Ганновер)
- «Семейка» (Вупперталь)
- «День и ночь» (Красноярск)
- «Контакт» (Кёльн)
- «Партнер» (Дортмунд)
- «У нас в Баварии» (Мюнхен)

### Газеты
- «Русская Германия/Русский Берлин» (позднее — «Редакция Германия», Берлин)
- «Еврейская газета» (позднее — «Еврейская панорама», Берлин)
- «Европа- Экспресс» (Берлин)
- «Литературный Европеец» (Франкфурт-на-Майне)
- «Еврейский Камертон» (Иерусалим, Израиль)
- «Новости недели» (Иерусалим, Израиль)
- «Новое русское слово» (Нью-Йорк, США)
- «Детройдские вести» (Детройд, США)

Среди опубликованных статей были материалы приоритетного характера. Так, например, в газете «Новое русское слово» (Нью-Йорк, 6-7 февраля 1999 года), а затем более подробно в журнале «Грани» (Москва, № 240, 2011, стр. 6-19) на основе документов из архива Мюнхенского университета впервые были введены в литературоведческий оборот сведения о мюнхенском периоде жизни и деятельности известного российского религиозного философа Фёдора Адольфовича Степуна. По инициативе Виктора Фишмана на доме, где Фёдор Степун жил в Мюнхене,10 марта 2004 года была установлена мемориальная доска (работы мюнхенской художницы Marlene Neubauer-Woerner).
В журнале «Плавучий мост» (№ 2, 2015) в статье «Последний маршрут ямщика» на основании многолетних журналистских поисков в архивах Эстонии, Киева, Москвы и Санкт-Петербурга впервые в русской литературе даны правильные биографические сведения об авторе слов романса «Ямщик, не гони лошадей» Николае Александровиче фон Риттере (эти данные без ссылки на Виктора Фишмана были внесены в Википедию).
В газете «Русская Германия» (№ 31 от 05.08.2016, № 32 от 18.05.2016 и № 34 от 26.08 2016) был опубликован материал «Судьбы немецких артековцев», в котором впервые в русской публицистике рассказано о первых делегациях немецких детей из рабочих семей в советский пионерский лагерь Артек в Крыму в 1926—1927 годах.
В газете «Русская Германия» (№ 22 от 30.04.2014 года) на основе собственных журналистских расследований впервые было рассказано об учителе из украинского шахтёрского города Марганец Василие Никитовиче Веретельнике, который подобно знаменитому польскому педагогу Янушу Корчаку, 20 декабря 1943 года сел в вагон со своими воспитанниками, которых угоняли на подневольные работы в Германию. В. Н. Веретельников предпринял все меры, чтобы ни один из его учеников не погиб. К сожалению, об этом подвиге в Украине все забыли.

## Автобиография
В 2018—2019 годах вышли два тома трёхтомной автобиографии «Время и мне собирать камни»

## Семейное положение
Жена:
- Кесслер Елизавета Иосифовна, 1934 г.р. (Днепропетровск), инженер- геофизик, вместе с мужем переехала в Германию в 1996 году, умерла в Германии от рака в 2002 году.

Дети:
- сын Петр - 1956 г. р. (Днепропетровск), инженер-электрик;
- дочь Светлана - 1960 г.р.(Днепропетровск), инженер-экономист